# Elatostema binerve
Elatostema binerve är en nässelväxtart som beskrevs av Wen Tsai Wang. Elatostema binerve ingår i släktet Elatostema och familjen nässelväxter. Inga underarter finns listade i Catalogue of Life.